# Henicops dentatus
Henicops dentatus är en mångfotingart som beskrevs av Pocock 1901. Henicops dentatus ingår i släktet Henicops och familjen fåögonkrypare. Inga underarter finns listade i Catalogue of Life.